# チャイナ橙の謎
『チャイナ橙の謎』（チャイナだいだいのなぞ、The Chinese Orange Mystery ）は、1934年に発表されたエラリー・クイーンの長編推理小説。
エラリー・クイーン（作者と同名の探偵）が登場する作品であり、タイトルに国名が含まれる、いわゆる「国名シリーズ」の第8作である。

## あらすじ
「チャイナ・オレンジ」など希少な切手の収集家として知られる富豪の出版社社長ドナルド・カークは、チャンセラー・ホテルの22階にに豪華なスイートを所有して、事務所兼住居として使っている。そこには、出版事業以外のビジネスと、スタッフ、親戚、女性の友人が普段出入りしている。そのホテルに、奇妙で正体不明の小男が社長に会いたいとやってくる。用向きを尋ねても答えがないが、別段驚くものはない。彼は、果物（「中国のオレンジ」としても知られるみかんを含む）の入った盛り皿のある控え室に通され、出版社社長の来るのを待つことになる。この部屋は内部から施錠されている。ところが、ドアのロックが解除されると、室内は、なんとも理解しがたい光景になっていた。
小さな男の頭部は激しく殴打され、着衣は裏返しにされ、部屋の調度品はすべてひっくり返されており、2 本のアフリカの槍がなにかの儀式かのように体と服の間に挿し込まれている。状況は、誰かが部屋へのすべての入り口を監視して、誰も出入りできないようになっている。貴重な宝飾品や切手、出版社の商売や恋愛関係、そして一見すべての登場人物との関係によって、状況はさらに複雑になっている。動機と嘘を解明し、この非常に異常な犯罪のあらゆる側面の根底にあるねじれた論理にたどり着くのに、エラリー・クイーンは、もともと逆であって、それがその人物のアイデンティティを明確に明かしてしまっているがために、絶対にそれに気づかせてはならないもの、そんなものがあったのではないかという方向から問い直そうとする。
それに気づいた時、被害者の職業も即座に判明し、そこから捜査は新たな段階に入ってくる。

## 特徴
- 登場人物一覧の紹介が皮肉たっぷりの内容になっている[1]。

## 登場人物
- ヒュー・カーク博士 - 七十歳を越えた学者。チャンセラー・ホテルに書斎と住居を持つ。
- ミス・ディヴァシー - 博士の世話をしている付き添いの看護婦。
- ドナルド・カーク - 博士の息子、出版社社長。宝石・切手の収集家として有名。チャンセラー・ホテルに会社事務所と住居を持つ。父や妹と同居。
- マーセラ・カーク - 博士の娘。ドナルドの妹
- ジェームス・オズボーン - ドナルド・カークの秘書
- ハッペル - カーク家の執事
- フェリックス・バーン - ドナルドの共同経営者
- グレン・マクゴワン - ドナルドの親友
- シェーン夫人 - チャンセラー・ホテル二十二階の受付係
- ナイ - ホテルの支配人
- ブラマー - ホテルの探偵
- アイリーン・リューズ - 宝石専門の女詐欺師
- ジョー・テンプル - 中国で育ったアメリカ女性、作家志望
- プラウティ医師 - 検死官。
- ジューナ - クイーン家の召使
- トマス・ヴェリー - ニューヨーク警察の部長刑事。
- リチャード・クイーン - 警視。ヴェリー部長の上司。
- エラリー・クイーン - 犯罪研究家
- 被害者 - 正体不明の人物

## 作品の評価
- 本作は密室ものとして評価されているが、密室殺人ではない。解決で、現場との間のドアは現場の側から施錠、もう一つあるドアの外には終始人の目という密室にあったオズボーンが犯人と明かされる。彼は殺害後死体を突っ張った状態に仕立て、重石に使って施錠して嫌疑を逃れようとした。
- 本作が重要な役割を果たすマイクル・アヴァロンの『ナポレオン・ソロ1 / アンクルから来た男』で、ソロはクイーンの最も有名な作品としている。
- エラリー・クイーン・ファンクラブ会員40名の採点による「クイーン長編ランキング」では、本作品は13位となっている[2]。
- 1977年に来日したエラリー・クイーン（フレデリック・ダネイ）は、自身が選ぶベストスリーに本作品と『災厄の町』『中途の家』を挙げている（「番外」に『九尾の猫』）[3]。

## 日本語訳書
- 『中国切手殺人事件』（石川年）角川文庫
- 『チャイナ橙の謎』（井上勇） 創元推理文庫104-12
- 『チャイナ・オレンジの秘密』（乾信一郎） HPB218
- 『チャイナ・オレンジの秘密』（乾 信一郎） ハヤカワ・ミステリ文庫2-31
- 『チャイナ蜜柑の秘密』（越前敏弥・青木創）角川文庫